# Амурское сельское поселение (Крым)
Амурское се́льское поселе́ние (укр. Амурське сільське поселення, крымскотат. Алабаш Къонърат кой юрту, Alabaş Qoñrat köy yurtu) — муниципальное образование в Красногвардейском районе Республики Крым России, в степной зоне полуострова, в средней части долины реки Салгир.
Административный центр — село Амурское.

## История
В советское время был образован Амурский сельский совет.
На 15 июня 1960 года в составе сельского совета числились сёла:

| - Амурское - Дивное - Звёздное | - Искра - Крыловка - Куприно | - Лазо - Ленинское - Лермонтовка | - Ломоносово - Новоалексеевка - Новоандреевка | - Новозуевка - Новоивановка - Подсобное - Пролётное | - Прямое - Пятихлебное - Русское | - Сухоречье - Харитоновка - Хлопковое | - Хмельницкое - Цветково - Широкое |

Сельское поселение образовано в соответствии с законом Республики Крым от 5 июня 2014 года.

## Население
| 2001  | 2014  | 2015  | 2016  | 2017  | 2018  | 2019  |
| ----- | ----- | ----- | ----- | ----- | ----- | ----- |
| 4500  | ↘4311 | ↗4321 | ↗4351 | ↘4345 | ↘4339 | ↗4341 |
| 2020  | 2021  |       |       |       |       |       |
| ↘4333 | ↘3762 |       |       |       |       |       |

## Состав сельского поселения
В состав сельского поселения входят 6 сёл:
| № | Населённый пункт | Тип населённого пункта       | Население |
| - | ---------------- | ---------------------------- | --------- |
| 1 | Амурское         | село, административный центр | ↘2687     |
| 2 | Искра            | село                         | ↘143      |
| 3 | Новоалексеевка   | село                         | ↗630      |
| 4 | Новозуевка       | село                         | ↘501      |
| 5 | Новоивановка     | село                         | ↗141      |
| 6 | Цветково         | село                         | ↘209      |